# Bieg i upad

Bieg i upad

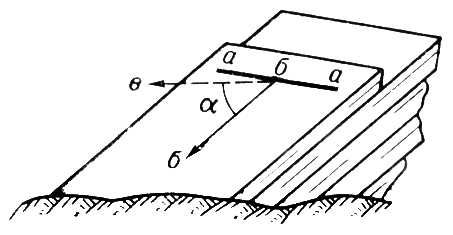
a-a – bieg warstwy, α – kąt upadu warstwy

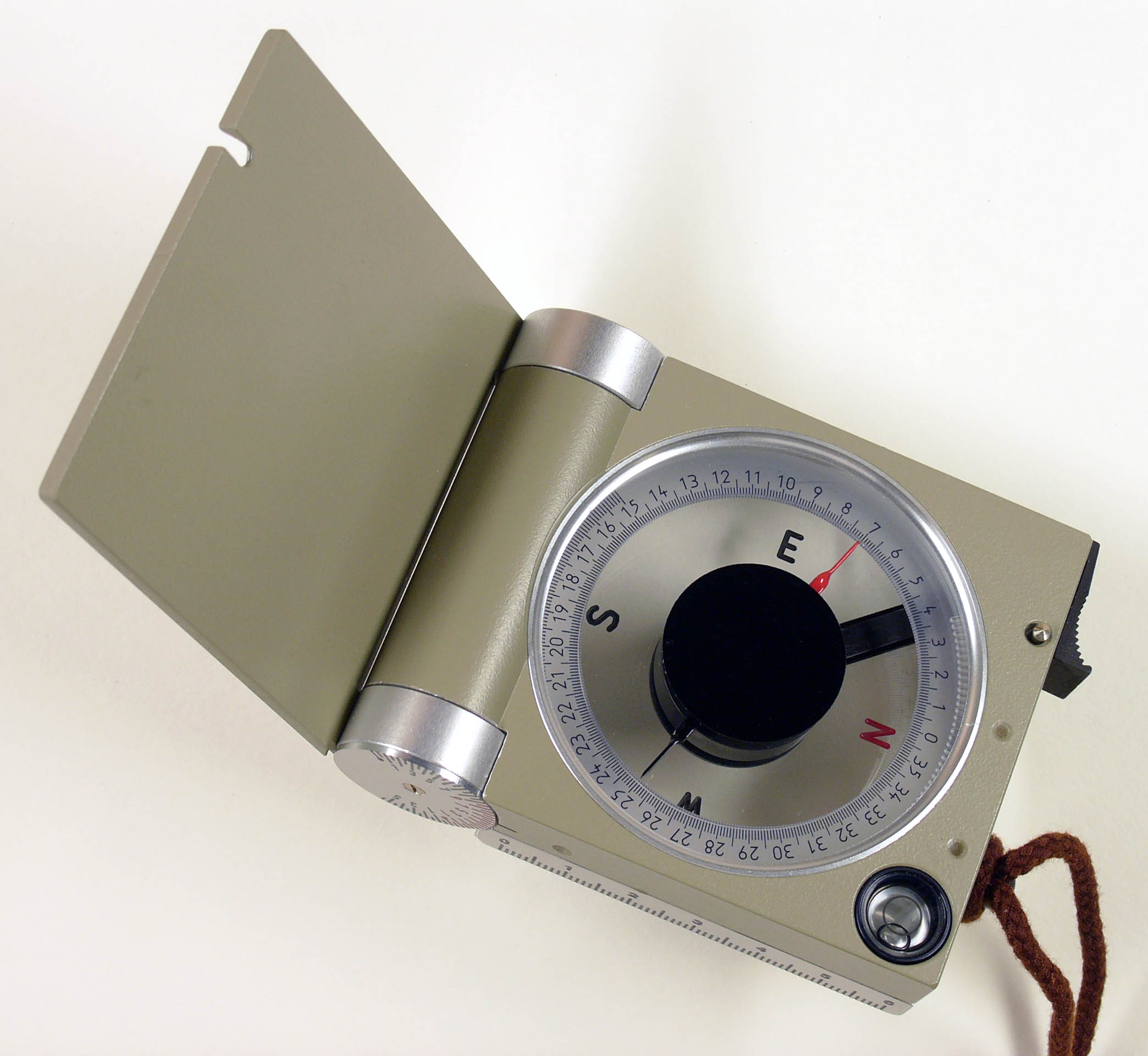
Kompas do mierzenia biegu i upadu

Bieg i upad – parametry położenia warstwy lub innej powierzchni strukturalnej (np. uskok, spękanie). 

## Bieg powierzchni
1. Linia biegu – linia przecięcia mierzonej powierzchni (np. stropu lub spągu warstwy) z płaszczyzną poziomą[1][2].
2. Bieg (rozciągłość) – kąt zawarty między kierunkiem północy a linią biegu; azymut linii biegu[1][2].

## Upad powierzchni
1. Linia upadu – linia leżąca na powierzchni strukturalnej określająca kierunek największego spadku tej powierzchni; prostopadła do linii biegu[1][2].
2. Upad warstwy – kąt między linią upadu a płaszczyzną poziomą[1][2].

## Zapis parametrów powierzchni
W zależności od przyjętej nomenklatury parametry położenia danej powierzchni podaje się w wariancie trój- lub dwuczłonowym.
1. Na zapis trójczłonowy składają się bieg/upad oraz kierunek zapadania mierzonej powierzchni, gdzie wartość biegu określana jest w zakresie 0-180°, upadu – w zakresie 0-90°, zaś kierunek zapadania powierzchni określany jest symbolami stron świata, np. 120/80 N[2].
2. W zapisie dwuczłonowym mamy azymut linii upadu/upad, gdzie wartość azymutu linii upadu podawana jest w zakresie 0-360°, zaś upad, analogicznie do zapisu trójczłonowego, w zakresie 0-90° (np. 324/50)[2].

Symbol położenia warstw na mapach geologicznych składa się z dwóch linii – dłuższej, której krawędź usytuowana jest zgodnie biegiem danej warstwy i prostopadłej do niej, krótszej linii symbolizującej kierunek zapadania warstwy. Przy krawędzi symbolizującej bieg warstwy umieszcza się wartość jej upadu.